# 第四軍團 (法國)
第4軍團（法語：4e armée）是法國陸軍的一支軍團，參加過第一次世界大戰和第二次世界大戰。法國第4軍團在第一次世界大戰中與美國遠征軍共同參與默茲-阿戈訥攻勢，並最終擊敗德軍贏得勝利。

## 歷任指揮官
第一次世界大戰：
- 費迪南·德·朗格勒·德·卡里將軍（第四軍團成立之日至1915年12月11日）。
- 亨利·古羅將軍(1915年12月11日至1916年12月19日)。
- 埃米爾·法約勒將軍（1916年12月19日至1916年12月31日）。
- 皮埃爾·羅克將軍（1916年12月31日至1917年3月23日）。
- 弗朗索瓦·安托萬將軍（1917年3月23日1917年6月15日）。
- 亨利·古羅將軍(1917年6月15日至停戰)。

第二次世界大戰：
- 愛德華·雷坎將軍（1939年9月2日至1940年7月6日）。